# Območje industrijske dediščine Rjukan–Notodden
Območje industrijske dediščine Rjukan–Notodden je območje svetovne dediščine v okrožju Vestfold og Telemark na Norveškem, ustvarjeno za zaščito industrijske pokrajine okoli jezera Heddalsvatnet in doline Vestfjorddalen. V središču pokrajine je tovarna, ki jo je zgradilo podjetje Norsk Hydro za proizvodnjo gnojila iz kalijevega nitrata iz atmosferskega dušika po postopku Birkeland–Eyde. Kompleks vključuje tudi hidroelektrarne, železnice, daljnovode, tovarne ter bivališča za delavce in socialne ustanove v mestih Notodden in Rjukan.
To mesto je bilo skupaj z območjem industrijske dediščine Odda–Tyssedal 19. junija 2009 uvrščeno na poskusni seznam svetovne dediščine. 5. julija 2015 je bil uvrščen na seznam svetovne dediščine v okviru meril II in IV z naslednjim opisom izjemne univerzalne vrednosti:
Mesto, ki leži v dramatični pokrajini gora, slapov in rečnih dolin, obsega hidroelektrarne, daljnovode, tovarne, prometne sisteme in mesta. Kompleks je ustanovilo podjetje Norsk-Hydro Company za proizvodnjo umetnega gnojila iz dušika v zraku. Zgrajen je bil, da bi zadovoljil naraščajoče povpraševanje zahodnega sveta po kmetijski proizvodnji v začetku 20. stoletja. Podjetniški mesti Rjukan in Notodden prikazujeta nastanitev delavcev in socialne ustanove, povezane z železnico in trajekti s pristanišči, kjer je bilo naloženo gnojilo. Območje Rjukan-Notodden kaže izjemno kombinacijo industrijskih sredstev in tem, povezanih z naravno krajino. Izstopa kot primer nove globalne industrije v začetku 20. stoletja.

## Obseg
Najdišče Rjukan–Notodden se razteza od jezera Møsvatn do Notoddena in obsega 97 diskretnih struktur, ki veljajo za kulturno pomembne. Pomembna primera takih struktur sta proga Rjukan in proga Tinnoset, dve železnici z ustreznimi trajekti. Tovarniška mesta, ki sta jih zgradila Tinfos in Norsk Hydro, vključno z domovi in drugimi mestnimi zgradbami.

## Zgodovina

### Proces Birkeland–Eyde
V začetku leta 1900 je Norveška lahko izkoristila geografsko razpoložljivost poceni hidroelektrične energije za začetek industrijskega razvoja. Redko poseljena regija Telemark je iz pretežno kmetijske cone prešla v industrijsko središče, kar je zahtevalo močan industrijski razvoj. Da bi podprla širitev kmetijstva, je Norveška potrebovala velike količine gnojil. Običajna rešitev je bil natrijev nitrat, ki so ga pridobivali z rudarjenjem.
Glavna industrijska komponenta lokacije Rjukan–Notodden so obrati, ustvarjeni za proizvodnjo gnojil z fiksacijo dušika. Postopek Birkeland-Eyde, imenovan po znanstveniku Kristianu Birkelandu (1867-1917) in industrijskem tajkunu Samu Eydu (1866-1940), je omogočil industrijsko proizvodnjo nitrata, namenjenega za gnojilo. Uporabil je električni oblok za ustvarjanje dušikovega oksida s toploto. Postopek je bil prvotno preizkušen na Univerzi Royal Frederick, zdaj imenovani Univerza v Oslu.

#### Razvoj procesa
Ko se je zmogljivost za proizvodnjo električne energije univerze Royal Frederick izkazala za nezadostno, so poskuse preselili izven kraja v skladišče v Kristianii. Oktobra 1903 so poskuse ponovno preselili na testno postajo Ankerløkken v Maridalenu, kjer jih je lahko napajala neposredno hidroelektrarna Hammeren. Končna selitev eksperimentalne faze je bila v Vassmoen, blizu Arendala, kjer so bile razvite prve industrijske obločne peči. Po zaključku je postopek 18. novembra 1905 predstavil Otto Nikolaus Witt na Tehnični univerzi v Berlinu. 5. decembra 1905 je imel Kristian Birkeland predavanje o procesu na Norveški akademiji za znanost in literaturo, medtem ko je imel Sam Eyde predavanje na Norveškem politehničnem društvu.

### Selitev v Notodden
Potem ko sta ustvarila ustrezen proces, sta Birkeland in Eyde ustanovila Norsk Hydro-Elektrisk Kvælstofaktieselskab (slov. Norveško hidroelektrično dušikovo delniško podjetje), da bi ga komercializirala. Ta podvig je delno financirala vplivna švedska družina Wallenbergi. Norsk Hydro je leta 1905 sklenil tudi pogodbo z Banque de Paris et des Pays-Bas S.A.
V času, ko je Norsk Hydro zagotovil financiranje, so bile nekatere Birkelandove obločne peči že prisotne v objektu Notodden, ki ga je poganjala hidroelektrarna Tinfos I. Ta postaja je bila najeta od podjetja Tinfos AS. Raziskovalci so obločno peč iz Vassmoena preselili na lokacijo Notodden, da bi preizkusili učinek električne energije na donos gnojil. Potem ko so ugotovili, katera vrsta peči je najboljša izbira za množično proizvodnjo, je Eydovo prejšnje podjetje Elkem prevzelo nadzor nad tovarno.

### Svælgfos I in II
Med letoma 1906 in 1907 so potekale priprave na širitev proizvodnje, ki je zahtevala več energije. Norsk Hydro je do takrat lahko zgradil lastno elektrarno na slapu Svelgfossen, znanem kot Svælgfos I. Presežek razpoložljivega pretoka vode je omogočil izgradnjo rezervne elektrarne, Svælgfos II. Svælgfos I je bila takrat druga največja hidroelektrarna na svetu, takoj za elektrarno Edwarda Deana Adamsa na Niagarskih slapovih. V prvih nekaj letih tovarne so bile zaustavitve elektrarne pogoste zaradi pregorelih generatorjev. Posledično so se posvetovali z elektroinženirji z izkušnjami pri delu na generatorjih v Parizu, Hamburgu in Mehiki. Ti posamezniki so bili edini na svetu, ki so imeli izkušnje z elektrarnami primerljive velikosti. Ugotovljeno je bilo, da so težave, s katerimi so se soočale tovarne Svælgfos, nastale zaradi gorenja izolacijskih materialov pri visokih temperaturah, ki jih je povzročila proizvodna napaka. Za odpravo te napake je bil izdelan odvodnik strele. Svælgfos I in II, skupaj z elektrarno Lienfoss, sta bila pozneje združena v elektrarno, ki je  maja 2020 še vedno obratovala.

### Vemork
Hidroelektrarno Vemork je zasnoval Olaf Nordhagen pod vplivom tradicionalne norveške arhitekture. Po dokončanju leta 1911 je bila največja hidroelektrarna na svetu. Vemork je najbolj znan po svoji bližini dogodkom operacije Gunnerside, v kateri je bližnjo vodikovo tovarno, znano kot Vannstoffen (dob. vodik), sabotirala (zaradi proizvodnje težke vode, ki se uporablja pri atomskih poskusih) skupina norveških partizanov ki je sprva pobegnil iz Norveške, ko so jo okupirali nacisti. Danes je v stavbi elektrarne Vemork muzej norveških industrijskih delavcev, kjer so še vedno vidni generatorji hidroelektrarn.

## Vloga v svetovnem razvoju gnojil
Leta 1909 je Fritz Haber odkril nov postopek za proizvodnjo gnojil na osnovi dušika. Carl Bosch je bil v sodelovanju z nemškim kemičnim podjetjem BASF zadolžen za izvedbo tega postopka v komercialnem obsegu. Leta 1913 je imel Norsk Hydro možnost licencirati postopek Haber-Bosch, vendar se je odločil, da tega ne stori. Leta 1920 se je Norsk Hydro ponovno obrnil na uporabo postopka Haber-Bosch; tokrat francoska vlada, ki jo je pridobila kot del poravnave po prvi svetovni vojni. Namesto tega je Norsk Hydro poskušal razviti izvedljivo alternativo Haber-Boschevi metodi, ki bi za proizvodnjo amoniaka uporabljala nižji tlak. Ta poskus ni uspel in projekt je bil leta 1924 ustavljen. Norsk Hydro je leta 1927 v sodelovanju z IG Farben nazadnje prešel na postopek Haber-Bosch. V 1930-ih so obrate ponovno preusmerili na Odda proces.